# Communauté européenne du rail
Pour les articles homonymes, voir CER.
La Communauté européenne du rail ou CER est un groupement qui rassemble des entreprises ferroviaires ou gestionnaires d’infrastructures liés au rail, issus des pays de l'Union européenne, de pays candidats à l'UE ainsi que de la Suisse et de la Norvège.

## Caractéristiques

### Actions
La CER agit comme un lobby auprès des institutions européennes et des hommes politiques pour promouvoir le développement du rail.
Cette organisation, animée principalement par les grandes compagnies de chemin de fer nationales d'Europe (qui, comme Deutsche Bahn ou Ferrovie dello Stato, exercent également la fonction de gestion de l'infrastructure), exprime un point de vue spécifique, en concurrence auprès des institutions européennes avec celui de l'EIM (en) (European Rail Infrastructure Managers) qui regroupe les principaux gestionnaires d'infrastructure ferroviaire indépendants (notamment Network Rail).

### Siège
Elle est basée à Bruxelles.

## Liste des membres en 2019
Il y a 72 membres en 2019.
| #  | Pays               | Compagnie                                                                                             | Sigle               |
| -- | ------------------ | --- | ------------------- |
| 1  | Albanie            | Hekurudha Shqiptare                                                                                   | HSH                 |
| 2  | Allemagne          | Deutsche Bahn AG                                                                                      | DB                  |
| 3  |                    | Verband Deutscher Verkehrsunternehmen                                                                 | VDV                 |
| 4  | Autriche           | Österreichische Bundesbahnen                                                                          | ÖBB                 |
| 5  |                    | Fachverband der Schienenbahnen                                                                        | WKO                 |
| 6  |                    | |                     |
| 7  | Belgique           | (nl)Nationale Maatschappij der Belgische Spoorwegen/ (fr) Société nationale des chemins de fer belges | NMBS SNCB           |
| 8  |                    | Thalys International                                                                                  | Thalys              |
| 9  |                    | Lineas                                                                                                | Lineas              |
| 10 | Bosnie-Herzégovine | Željeznice Federacije Bosne i Hercegovine (en)                                                        | ŽFBH                |
| 11 |                    | Željeznice Republike Srpske                                                                           | ŽRS                 |
| 12 | Bulgarie           | Bulmarket                                                                                             | Bulmarket           |
| 13 |                    | BDŽ Holding                                                                                           | BDŽ Holding         |
| 14 |                    | National Railway Infrastructure Company (en)                                                          | NRIC                |
| 15 | Croatie            | Hrvatske Željeznice Infrastructure                                                                    | HŽ Infrastructure   |
| 16 |                    | Hrvatske Željeznice Passenger                                                                         | HŽ Passenger        |
| 17 | Danemark           | Danske StatsBaner                                                                                     | DSB                 |
| 18 | Espagne            | Euskotren                                                                                             | Euskotren           |
| 19 |                    | Red nacional de los ferrocarriles españoles                                                           | RENFE Operadora     |
| 20 | Estonie            | Aktsiaselts Eesti Raudtee                                                                             | EVR                 |
| 21 | Finlande           | VR-Yhtymä Oy                                                                                          | VR Group            |
| 22 | France             | Société nationale des chemins de fer français                                                         | SNCF                |
| 23 |                    | Thalys                                                                                                |                     |
| 24 |                    | Veolia Transport                                                                                      |                     |
| 25 | Géorgie            | Georgian Railway                                                                                      | GR                  |
| 26 | Grèce              | Organismós Sidirodrómon Elládos                                                                       | OSE                 |
| 27 |                    | Hellenic Train                                                                                        |                     |
| 28 | Hongrie            | HUNGRAIL                                                                                              | HUNGRAIL            |
| 29 |                    | Györ-Sopron-Ebenfurti Vasút/Raab-Oedenburg-Ebenfurter Eisenbahn                                       | GySEV/Raaberbahn    |
| 30 |                    | Magyar Államvasutak                                                                                   | MÁV                 |
| 31 |                    | Vasúti Pályakapacitás-elosztó Kft. (EIU)                                                              | VPE                 |
| 32 | Irlande            | Iarnród Éireann                                                                                       | IÉ                  |
| 33 | Israël             | Israel Railways                                                                                       | ISR                 |
| 34 | Italie             | Ferrovie dello Stato Italiane                                                                         | FS Italiane         |
| 35 | Japon              | East Japan Railway Company                                                                            | JR East             |
| 36 | Lettonie           | Rail Baltica                                                                                          | RB Rail             |
| 37 |                    | Baltijas Transīta Serviss                                                                             | BTS                 |
| 38 |                    | Latvijas dzelzceļš                                                                                    | LDZ                 |
| 39 | Lituanie           | Lietuvos Geležinkeliai                                                                                | LG                  |
| 40 | Luxembourg         | Chemins de fer luxembourgeois                                                                         | CFL                 |
| 41 |                    | CFL Cargo                                                                                             | CFL cargo           |
| 42 | Macédoine          | Makedonski Železnici Infrastructure (EIU)                                                             | RFYMI               |
| 43 |                    | Makedonski Železnici Transport (EVU)                                                                  | RFYMT               |
| 44 | Moldavie           | Calea Ferată din Moldova (en)                                                                         | CFM                 |
| 45 | Monténégro         | Željeznički prevoz Crne Gore (en)                                                                     | ŽCG                 |
| 46 |                    | Montecargo                                                                                            | Montecargo          |
| 47 | Norvège            | Norges Statsbaner BA                                                                                  | NSB                 |
| 48 | Pays-Bas           | Nederlandse Spoorwegen                                                                                | NS                  |
| 49 |                    | Eurail B.V.                                                                                           | Eurail              |
| 50 |                    | Mitsui Rail Capital Europe                                                                            | MRCE                |
| 51 | Pologne            | Polskie Koleje Państwowe                                                                              | PKP                 |
| 52 | Portugal           | Comboios de Portugal                                                                                  | CP                  |
| 53 | République tchèque | České dráhy                                                                                           | ČD                  |
| 54 |                    | Správa Železniční Dopravní Cesty                                                                      | SŽDC                |
| 55 | Roumanie           | CFR Calatori                                                                                          | CFR Călători        |
| 56 |                    | CFR Marfă                                                                                             | CFR MARFA           |
| 57 |                    | Compania Nationala de Cai Ferate SA                                                                   | CFR                 |
| 58 | Serbie             | Železnice Srbije                                                                                      | ŽS Infrastructure   |
| 59 |                    | Srbija Voz                                                                                            | ŽS Passenger        |
| 60 | Slovaquie          | Železnice Slovenskej republiky (EIU)                                                                  | ŽSR                 |
| 61 |                    | Železničná spoločnosť Slovensko                                                                       | ŽSSK                |
| 62 |                    | Železničná spoločnosť Cargo Slovakia                                                                  | ŽSSK Cargo          |
| 63 | Slovénie           | Slovenske železnice                                                                                   | SŽ                  |
| 64 | Suède              | Branschföreningen Tågoperatörerna                                                                     | ASTOC               |
| 65 | Suisse             | EUROFIMA                                                                                              | EUROFIMA            |
| 66 |                    | Chemins de fer fédéraux suisses                                                                       | CFF (ou SBB ou FFS) |
| 67 |                    | Trasse Schweiz                                                                                        | TS                  |
| 68 |                    | BLS                                                                                                   | BLS                 |
| 69 | Turquie            | Türkiye Cumhuriyeti Devlet Demiryolları                                                               | TCDD                |
| 70 | Royaume-Uni        | Rail Delivery Group                                                                                   | RDG                 |
| 71 |                    | Eurostar Group                                                                                        | Eurostar            |
| 72 | Ukraine            | JSC “Ukrainian Railways”                                                                              | UZ                  |